# Paul-Henri DuBerger
Paul-Henri DuBerger (* 8. Oktober 1939 in Matane, Québec; † 19. Juli 2012 in Québec) war ein zeitgenössischer kanadischer Impressionist.

## Leben
Im Laufe seiner akademischen Karriere an der Laval-Universität in Québec entwickelte er ein ausgeprägtes Interesse am Malen. Nachdem er anfänglich nur ein paar Entwürfe zeichnete, verbesserte DuBerger schnell seine Techniken und konzentrierte sich auf den Impressionismus. 
In einem der zahlreichen Zeichenseminare, die DuBerger besuchte, lernte er Emile A. Gruppé kennen, einen der amerikanischen Meister des Impressionismus aus der „School of Impressionism of Gloucester“. Gruppé gab sein Wissen weiter und sein Einfluss wird offensichtlich, wenn man DuBergers Werke betrachtet. Allerdings schaffte es DuBerger, seinen ganz eigenen, individuellen Malstil zu entwickeln. 
DuBerger lebte in der Stadt Québec.  Er malte sowohl in seinem eigenen Atelier als auch vor Ort an den unterschiedlichsten Stellen rund um Quebec City.